# 中西優
中西 優（なかにし まさる、1951年 <昭和26年> 10月11日 - ）は、日本の地方公務員、鉄道実業家。大阪府東京事務所長、大阪府議会事務局長、関西高速鉄道社長を歴任。瑞宝小綬章受章。

## 人物・経歴
大阪府庁入庁、同法制文書課管理係長、1997年 (平成9年) 4月 同福祉部福祉指導課長、1999年4月 同副理事、2004年4月 同企業局次長、2005年4月 同東京事務所長、2008年4月 竹山修身の後任として議会事務局長、2012年4月 石川晴久を後任として同職退任、府庁退職。
同年6月 関西高速鉄道代表取締役社長。2014年6月 大阪国際会議場専務取締役。

## 栄典
2021年11月 令和3年秋の叙勲で地方自治功労による瑞宝小綬章を受章